# Empangeni
Empangeni est une ville de la province de KwaZulu-Natal, en Afrique du Sud.

## Géographie
Cette ville est située à environ 156 km au nord de Durban, dans une campagne vallonnée, surplombant une plaine côtière plate. La ville portuaire de Richards Bay est à seulement 15 kilomètres. La route nationale 2 passe juste à l'est de Empangeni coupant la route John Ross (R34) qui relie Empangeni et dRichards Bay.

## Climat
Le climat est subtropical avec une température moyenne de 28,4 °C en été et de 14,5 °C en hiver.

## Histoire
En 1851, la Société missionnaire norvégie a établi une mission sur les rives de la rivière Empangeni. La rivière a été nommée d'après la profusion d'arbres (Trema guineensis) le long de ses rives. La mission a ensuite été transférée à Eshowe, à 61 kilomètres au nord-ouest. En 1894, une magistrature a été créée. Le chemin de fer du Zoulouland a atteint la ville en janvier 1903 et l'a reliée  à Durban et Eshowe. Le gouvernement a planté des arbres d'eucalyptus en 1905 dans le cadre d'une plantation de bois expérimentale. La plantation a été un succès et a conduit à d'autres plantations, à grande échelle, le long de la ceinture côtière. En 1906 Empangeni est devenu un village. L'expansion rapide a commencé quand un moulin à sucre a été érigé à Felixton. Empangeni est devenu un chef-lieu de canton le  15 janvier 1931 et d'arrondissement le 13 octobre 1960.

## Écoles
Empangeni possède quatre écoles secondaires majeures : le lycée Empangeni, Sainte-Catherine (un couvent catholique), l'ancien lycée Mill et Felixton (collège). Il a aussi  trois grandes écoles primaires :Grantham Park, Heuwelland et Empangeni Preparatory School.

## Personnalités
- Ian Vermaak (1933), joueur de tennis.
- Bafo Biyela (1981), footballeur.
- Schalk Brits (1981), joueur de rugby à XV.
- Deon de Kock (1975), joueur de rugby à XV.
- Siyabonga Sangweni (1981), footballeur.
- Thamsanqa Sangweni (1989), frère du précédent, footballeur.
- Sandile Nxumalo (1983), joueur de rugby à XV.
- Thamsanqa Sangweni (1989), footballeur.
- Ruve Robertson, épouse de l'acteur Neal McDonough.

## Média local
The Zululand Observer.